# Ciklopropan
Ciklopropan je cikloalkan z molekulsko formulo C3H6; sestavljen je iz treh ogljikovih atomov med seboj povezanih v obliki obroča, pri čemer je ogljikov atom ob dveh vodikovih atomov.
Ciklopropani so organske spojine, ki si delijo v skupni ciklopropanski obroč, v katerega je včlanjena ena ali več vodikov. Te spojine se nahajajo v biomolekulah, na primer, bolhač insekticidi (najdemo v nekaterih vrstah krizantem) vsebuje ciklopropanski prstan.
Je vnetljiv plin, ki pri stiku z zrakom tvori eksplozivne zmesi.
Ciklopropan je bil odkrit leta 1881, odkril ga je August Freund.